# Oliver La Farge
Oliver Hazard Perry La Farge (19. Dezember 1901 in New York City – 2. August 1963 in Albuquerque, New Mexico) war ein amerikanischer Anthropologe und Autor. Er wurde insbesondere durch seinen 1930 mit dem Pulitzer-Preis ausgezeichneten Roman Laughing Boy bekannt.

## Werdegang
La Farge wurde 1901 in New York City geboren und besuchte die Harvard University in Cambridge (Massachusetts), wo er 1924 den BA und 1929 den MA erwarb. Sein berufliches, auch literarisches Werk behandelt in erster Linie die Thematik der Indianer Nordamerikas.
Auf Expeditionen als Anthropologe nach Mittelamerika und in den Südwesten der Vereinigten Staaten entdeckte La Farge zwei unbekannte Sprachen; eine besonders bekannt gewordene Expedition führte ihn 1925 mit Frans Blom nach Mexiko, wo sie unter anderem die Ruinen von La Venta wiederentdeckten.
La Farge engagierte sich zeitlebens für die Rechte der indianischen Ureinwohner und war langjährig Präsident der „Association on American Indian Affairs“.
La Farges umfangreiches literarisches Werk umfasst wissenschaftliche Veröffentlichungen, Romane und Erzählungen. Im deutschsprachigen Raum erschienen lediglich vier Bücher von ihm, davon zwei Sachbücher und zwei belletristische Titel; Laughing Boy war allerdings schon seit 1933 in Deutschland außerordentlich erfolgreich und erlebte hier bis 1995 unter vier verschiedenen Titeln insgesamt 22 Auflagen.
1953 wurde La Farge in die American Academy of Arts and Sciences und 1957 in die American Academy of Arts and Letters gewählt.
La Farge war zweimal verheiratet und wurde Vater dreier Kinder; darunter der Folksänger Peter La Farge (1931–1965).

## Werke auf Deutsch
- Laughing Boy (1929): Indianische Liebesgeschichte. Roman, Beltz und Gelberg, Weinheim 1995, ISBN 3-407-78705-7
  - früherer Titel: Der große Nachtgesang. Eine indianische Erzählung, Diederichs, Jena 1933
- Die letzte Flasche Whisky, Ullstein, Berlin 1958
- Die große Jagd. Geschichte der nordamerikanischen Indianer, Walter, Olten und Freiburg i. Br. 1961

Originaltitel: A Pictorial History of the American Indian
- Die Welt der Indianer. Kultur, Geschichte und Kampf eines großen Volkes, O. Maier, Ravensburg 1961